# ضريح روماني (هشير الخيمة)
الضريح الروماني  هو معلم أثري تونسي مصنف من قبل المعهد الوطني للتراث يقع في ولاية القصرين في الوسط الغربي التونسي، تحديدا في مدينة هنشير الخيمة تم تصنيف المعلم في يوم 12 ماي 1901.